# Oxyethira ortizorum
Oxyethira ortizorum är en nattsländeart som beskrevs av Lazar Botosaneanu 1995. Oxyethira ortizorum ingår i släktet Oxyethira och familjen smånattsländor. Inga underarter finns listade i Catalogue of Life.